# Wings Greatest
Wings Greatest — альбом-збірник пісень британського музиканта Пола Маккартні і його гурту Wings, виданий у 1978 на лейблі Parlophone.
До збірника увійшло 12 пісень, 11 з яких досягли першого місця у хіт-парадах. Окрім хітів Wings, на платівці присутні пісні, видані Полом Маккартні до заснування гурта («Another Day») i дуетом Пола і Лінди Маккартні («Uncle Albert/Admiral Halsey»). Деякі пісні, включені в ций збірник, видавалися тільки на синглах.

## Список композицій
Усі пісні написано Полом і Ліндою Маккартні, крім спеціально позначених.
1. «Another Day» — 3:42
  - Уперше вийшла на сольному синглі Маккартні у лютому 1972.
2. «Silly Love Songs» — 5:52
  - З альбому Wings Wings at the Speed of Sound, 1976.
3. «Live and Let Die» — 3:11
  - Уперше вийшла на синглі в червні 1973
4. «Junior's Farm» — 4:21
  - Уперше вийшла на синглі Пола Маккартні й Wings в жовтні 1974.
5. «With a Little Luck» (П. Маккартні) — 5:45
  - З альбому Wings London Town, 1978
6. «Band on the Run» — 5:10
  - з альбому Пола Маккартні й Wings Band on the Run, 1973
7. «Uncle Albert/Admiral Halsey» — 4:48
  - Уперше вийшла на альбомі Пола й Лінди Маккартні Ram, 1972
8. «Hi Hi Hi» — 3:07
  - Уперше вийшла на синглі в грудні 1972
9. «Let 'Em In» (П. Маккартні) — 5:09
  - З альбому Wings at the Speed of Sound
10. «My Love» — 4:08
  - З альбому Пола Маккартні й Wings Red Rose Speedway
11. «Jet» — 4:06
  - З альбому Пола Маккартні й Wings Band on the Run
12. «Mull of Kintyre» (Лейн/П. Маккартні) — 4:43
  - Уперше вийшла на синглі у листопаді 1977